# أسطح توجيه الطيران
أسطح توجيه الطيران (بالإنجليزية: flight control surfaces) الموجودة بالطائرة تسمح للطيار بالتعديل والتحكم بوضع ومسار الطائرة خلال رحلتها. فتنمية نظام فعال للتحكم بالطيران كان حاسما في دفع عملية تطوير الطائرات. فالمحاولات الآولى لتصميم الطائرات ذات الأجنحة الثابتة نجحت بتوليد مايكفي من رفع الطائرة من على الأرض. ولكن عندما ترتفع عاليا وتفقد السيطرة فالنتائج ستكون مأساوية. لذلك فتطوير أدوات التحكم الرئيسية ضروري لكي تبقي على رحلة الطيران ثابتة ومستقرة.
فالمقال هنا يصف أدوات التوجيه المستخدمة بالطائرات ذات الأجنحة الثابتة التقليدية. لأن الطائرات الأخرى التي تستخدم أجنحة ثابتة ولكن ذات تصاميم مختلفة قد تستخدم أدوات توجيه مختلفة ولكن تبقى المبادئ الأساسية نفسها لم تتغير.
الضوابط للطائرات الدوارة كالمروحية قد تنجز نفس الحركات خلال المحاور الثلاث للدوران، ولكن ستكون بطريقة مختلفة.

الدوران حول المحاور الثلاث: الانعراج والالتفاف والانحدار

أسطح التحكم بالطائرة مع الاتجاهات

## محاور الحركة
الطائرة تدور حول 3 محاور متعامدة على بعضها البعض ومتقاطعة عند نقطة مركز الثقالة للطائرة center of gravity CG). عند التحكم بالموقع والوجهة يجب على الطيار أن يكون قادرا على الدوران بالطائرة حول كل محور من تلك المحاور.

### المحور العمودي
يمر المحور العمودي vertical axis خلال الطائرة من الأعلى للأسفل. والدوران حول ذلك المحور يسمى الانعراج YAW.فعندما يغير الانعراج الاتجاه فإن مقدمة الطائرة تتحرك يمينا أو يسارا. وسطح التوجيه الرئيسي لذلك الانعراج هو الدفة. ويعطي الجنيح تأثير ثانوي على الانعراج.

### المحور الطولي
يمر المحور الطولي longitudinal axis حول الطائرة من المقدمة إلى المؤخرة. والدوران حول ذلك المحور يسمى التفاف أو التقلب ROLL أو تمايل الطائرة الجانبي BANK. التمايل يغير اتجاه اجنحة الطائرة مع أخذ الاعتبار قوة الجذب. لعمل التمايل الجانبي وذلك بواسطة زيادة الرفع لجناح وخفضه للجناح الآخر، فالفرق بالرفع يسبب التمايل للطائرة حول المحور الطولي. سطح التوجيه الرئيسي للتمايل الجانبي هو الجنيح. الدفة لها تأثير ثانوي على التمايل الجانبي.

### المحور الأفقي
يمر المحور الأفقي أو الجانبي lateral axis خلال باع الجناح والدوران حول هذا المحور يسمى الانحدار PITCH. الانحدار يغير من اتجاه مقدمة الطائرة العمودي (أسفل أو أعلى). سطح التوجيه الرئيسي لذلك الانحدار هو الرافع.
من المهم الإشارة بأن تلك المحاور تتأثر بتغير حركة الطائرة وأيضا بالنسبة لسطح الأرض، أي بمعنى لو أن الجناح الأيسر يكون متجها نحو سطح الأرض فإن المحور العمودي يكون موازيا لسطح للأرض بينما المحور الأفقي يكون عموديا عليها.

## أسطح التوجيه الرئيسية
الأسطح الرئيسية للتوجيه (Main control surfaces) للطائرات ثابتة الأجنحة تكون مرتبطة بجسم الطائرة بمفاصل أو مشدودة بالأسلاك، لذلك يمكنها أن تتحرك فتغير من مجرى الهواء المار عليها، فهذا التغيير بحركة الهواء تسبب بقوة غير متوازنة تحرك الطائرة حول المحور المرتبط لذلك.

تأثير القوة والوزن عند ميلان الطائرة

### الجنيحات
تثبت الجنيحات Ailerons بمؤخرة الجناح وتكون بالقرب من طرف الجناح wingtip، وتتحرك باتجاهات متعاكسة. فعندما يريد الطيار التفاف بالطائرة لجهة اليسار أو عكس عقارب الساعة، فالذي يحصل هو الجنيح الأيسر يرتفع والأيمن ينخفض مما يجعل الطائرة تميل لليسار. فالجنيح المرتفع يقلل من الرفع بذات الجناح مما يسبب بهبوطه، والجنيح المنخفض تزداد قوة الرفع فيه مما يسبب برفع الجناح. وهو مايسمى بتمايل الطائرة الجانبي BANK. وعند ارجاع المقود للنقطة المركزية يعود الجنيح إلى النقطة التعادل محافظا على زاوية الميلان. لذلك ستستمر الطائرة على ميلانها حتى حركة معاكسة للجنيح تعيد الطائرة لنقطة الصفر بالطيران المستقيم، كما بالصورة.

### الرافع

ذيل طائرة الإيرباص 380 توضح أسطح التوجيه الرافع والدفة

يوجد سطح توجيه الرافع Elevator بالمؤخرة الخلفية للموازن الأفقي horizontal stabilizer بكلا جانبي زعنفة الذيل Fin tail. يرتفعان وينخفضان معا. فعندما يسحب الطيار المقود للخلف يتجه الرافع للأعلى فيجعل الذيل ينخفض للأسفل مما يسبب برفع مقدمة الطائرة. وهذا يجعل الأجنحة ترتفع بزاوية مواجهة أعلى مما ينتج قوة رفع وسحب أكثر. ودفع المقود للأمام يجعل الرافع ينخفض مما يرفع الذيل للأعلى فتنحدر مقدمة الطائرة. وعند ارجاع المقود لوضعه الأصلي يعود الرافع لوضعه الطبيعي ويتوقف التغير في الانحدار. العديد من الطائرات تستخدم رافع موازن وهو موازن افقي متحرك بدلا من الرافع.
هناك طائرات مثل (MD-80) تستخدم سطيح تحكم stabilator مع الرافع لتسهيل تحريك الرافع ايروديناميكيا، فسطيح التصحيح control tab يتجه بعكس اتجاه سطح التوجيه لكي يستطيع رفعه.

### الدفة
الدفة rudder تكون مثبتة على الحافة الخلفية للموازن العمودي للزعنفة بمجموعة الذيل empennage. فعندما يدفع الطيار الدواسة اليسرى برجله، تنحرف الدفة لليسار مسببة للذيل بالاتجاه لليمين مما يجعل مقدمة الطائرة تنعرج لليسار. والعكس صحيح بالنسبة للدواسة اليمين. تمركز الدواسات لوضعها الطبيعي يعيد الدفة لنقطة الصفر ويتوقف الانعراج.

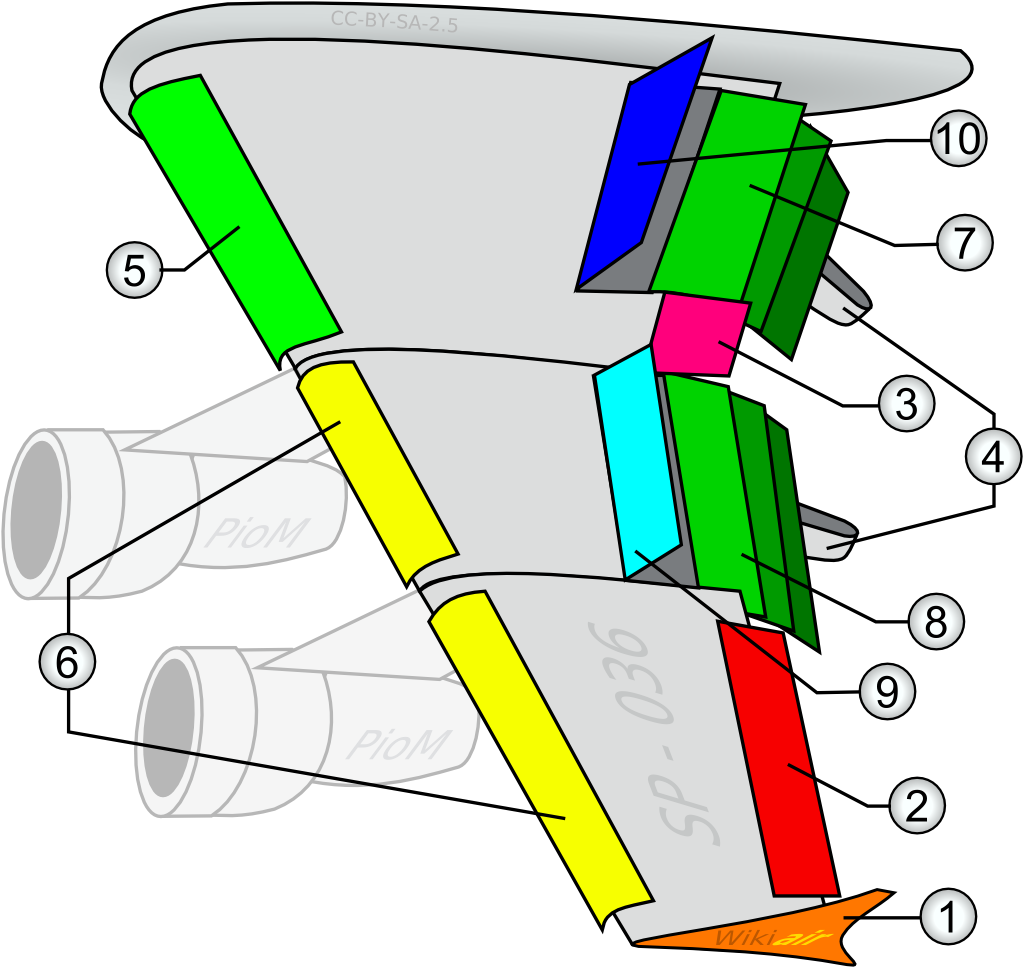
أسطح التوجيه بالجناح:
1- طرف الجناح.
2- جنيح للسرعة المنخفضة.
3- جنيح للسرعة العالية.
4- عمود مانع للصدمة الموجية.
5- قلاب كروجر (Krüger flap).
6- السدفة أو الستر (slat).
7- ثلاث قلابات داخلية مشقوقة.
8- ثلاث قلابات خارجية مشقوقة.
9- مفسد الرفع (Spoilers).
10- مفسد الرفع- فرامل جوية.

### التأثير الجانبي للموجهات

#### الجنيح
يتحكم الجنيح بشكل أساسي بالالتفاف. فعندما يزداد الرفع فإن قوة السحب المستحث induced drag تزداد أيضا، فعندما يتحرك المقود لليسار ليميل الطائرة لجهة اليسار، فإن الجنيح الأيسر ينخفض مما يزيد من قوة الرفع على الجناح الأيمن فيرتفع للأعلى وهذا أيضا سيرفع من السحب المستحث. فالناتج سيكون مايسمى بالانعراج غير المستحب أو المعاكس adverse yaw، بمعنى أن مقدمة الطائرة ستنعرج باتجاه معاكس لاتجاه المطبق للجنيح. فعندما تميل المقود لليسار لإمالة الجناح، فإن الانعراج المعاكس سيحك مقدمة الطائرة لليمين. وهذه الظاهرة تنكشف بوضوح للطائرات الخفيفة ذات الأجنحة الطويلة كالطائرات الشراعية،يمكن تحييد تلك الظاهرة بواسطة عكس الدفة للاتجاه المعاكس. وطريقة (تخالف الجنيحات) وتكون زاوية انحدار الجنيح المنخفض أقل من زاوية الجنيح المرتفع فيقلل من انعراج المعاكس.

#### الدفة
عند استخدام الدفة للانعراج فإن أحد أجنحة الطائرة ستكون أسرع من الأخرى، فزيادة السرعة يعني زيادة بالرفع، بالتالي سيسبب الدفة بتاثير الالتفاف. وبما أن الدفة تمتد فوق مركز الثقالة للطائرة، مما يمنح للطائرة عزم اللي مسببا ما يسمى التمايل المعاكس للطائرة adverse bank. فعند امالة الدفة لليمين ليس معناه سحب الذيل لليسار والمقدمة لليمين فقط، ولكن أيضا دوران الطائرة جهة اليمين. الدفة هي أسوا الموجهات بالنسبة للتأثير الجانبي المعاكس أو غير المرغوب. لهذا السبب يكون الجنيح والدفة يعملان سوية أكثر الأحيان بالطائرات الخفيفة. فعند الاستدارة لليسار فإن المقود يتحرك لليسار وفي نفس الوقت فإن الدفة ستتحرك جهة اليسار. فإذا كان تطبيق الدفة جهة اليسار أكثر من اللازم فإن الطائرة قد تدخل ما يسمى الانزلاق ثم السقوط اللولبي. مع ذلك فاسهامات الدفة جيدة لتغيير مسار طائرة خفيفة عوضا عن اسهامات الجنيح لأنها تجعل الطيار حر لعمل مهمات أخرى.

### استدارة الطائرة
على عكس القوارب، فإن الاستدارة بالطائرة ليس بالعادة تطبق بواسطة الدفة. فقد تكون بواسطة مجموعة الرفع الأفقي horizontal component of lift. فقوة الرفع العمودية على الأجنحة ستنحرف باتجاه الانعطاف المقصود بواسطة التفاف الطائرة حول نفسها. وكلما زادت زاوية الميلان الجانبي، فإن قوة الرفع والتي كانت تعمل عموديا ستنقسم إلى مجموعتين: إحداهما تكون عمودية والأخرى أفقية.
فإذا كان إجمالي الرفع ثابت، فإن ذلك سيقلل مجموعة الرفع العمودية. وبما أن وزن الطائرة ثابت ولم يتغير، فإن ذلك سيسبب بهبوط الطائرة descend. لذلك للمحافظة على مستوى الطيران يجب رفع الرافع للأعلى لزيادة زاوية المواجهة (Angle Of Attack) مما يجعل قوة الرفع تزداد فتتساوى مجموعة الرفع العمودية مع وزن الطائرة. ولكن لايمكن الاستمرار هكذا على شكل غير محدود. لأن الأجنحة تنتج كمية رفع محدودة حسب السرعة المعطاة. وبما أن عامل الحمولة (load factor) ازداد فإن سرعة الانهيار Stall speed سترتفع.
يرتبط إجمالي الرفع المطلوب للمحافظة على مستوى الطيران مباشرة مع الدوران المائل (bank angle). وهذا يعني عند السرعة المعطاة فإن مستوى الطيران سيظل ثابتا إلى حد ما مع ثبات زاوية الميلان. فإن ازدادت تلك الزاوية فإن الطائرة ستواجه مشكلة مع اقتراب سرعة الانهيار مما يجبر الطيار إلى زيادة قوة الرفع بواسطة زيادة دفع المحرك أو زيادة في زاوية المواجهة AOA.

### بديل لأسطح التوجيه الرئيسية
يوجد بعض الطائرات في تركيبتها أسطح توجيه مختلفة عما هو قاعدة ثابتة، وكمثال على ذلك فبدلا من وجود رافع بنهاية الموازن الخلفي stabilizer يكون الموازن الخلفي بأكمله رافع ويسمى رافع الموازن Stabilator. وهناك طائرات يكون لديها ذيل على شكل حرف V وتجمع خصائص كلا من أسطح التوجيه الرافع والدفة معا. هناك طائرات تحتوي أجنحة تسمى دلتا ويكون سطح التحكم بنهاية الجناح ويسمى رافع خلفي Elevon.

## أسطح التوجيه الثانوية

### الموازن
تحكم الموازن (Trim) يتيح للطيار معادلة كميتا الرفع والسحب الناشئتين من الأجنحة وأسطح التوجيه خلال الحمل والسرعة. وهو يقلل من الجهد اللازم للمحافظة على وضع الطيران المطلوب خلال الأسطح الرئيسية.

#### موازن الرافع
موازن الرافع (Elevator trim) يعادل قوة التحكم المطلوبة للمحافظة على إيروديناميكية قوة الخفض (down force) على الذيل. وعند بعض تمارين الطيران فإن الحاجة لموازن الرافع ليحافظ على زاوية المواجهة المطلوبة ويطبق لتقليل سرعة الطيران مع المحافظة على وضع مقدمة الطائرة المرتفع مما يحتاج للكثير من التوازن. موازن الرافع مرتبط بقوة مع سرعة دفق الهواء على الذيل، لذلك فعند تغيير السرعة الجوية للطائرة فذلك يتطلب تعديل بالموازن. فتصميم عامل متغير للطائرة هو الثبات للطائرة عندما توازن نفسها عند مستوى طيران محدد. فأي اضطراب مثل هبة ريح أو مطبات هوائية (Air turbulence) ستضعفها لفترة قصيرة ثم تعود الطائرة لوضعها المتوازن.

##### موازنة سطح الذيل
السطيحات الموازنة (Trimming tail plane) الموجودة بسطح توجيه الرافع غير قادرة على إعطاء القوة والحركة المطلوبة -عدا الطائرات شديدة الخفة-. ولعمل توازن بالقوة المناسبة فإن سطح الذيل الأفقي بأكمله يصبح متكيف مع الانحدار. وهذا يساعد الطيار باختيار الكمية الدقيقة من قوة الرفع الموجبة أو السالبة من سطح الذيل عندما يتم تقليل مقاومة السحب من الرافع.

##### تحكم الطرف الناتئ
تحكم الطرف الناتئ (Control horn) هو مقطع من سطح تحكم يكون ناتئا أمام نقطة الارتكاز. وهي تنتج قوة تميل إلى زيادة بانحراف السطح مما يقلل من ضغط التحكم الناشئ من الطيار. تحكم الطرف الناتئ يمكن دمجه مع ثقل موازن والذي يساعد لمعادلة سطح التحكم ويمنع عنها مايسمى بالرفرفة Fluttering في تيار الهواء. بعض التصميمات تعرض أوزان مضادة للرفرفة anti-flutter weights.

##### سطيح اتزان نابضي
سطيح الإتزان النابض (Spring trim) هو سطيح توازن ثانوي، متصل بأذرع التحكم في سطوح التوجيه. وتلك السطوح الرئيسية بدورها يتصل كل منها بنابض واقع تحت تأثير شد يكفي لتحريك الرافعين أو الجنيحين أو الدفة. فإذا زادت السرعة إلى الحد الذي يصبح عنده سطح التوجيه ثقيل الحركة، فعندئذ يستخدم الطيار سطيح التوجيه الثانوي المؤازر والذي بدوره يحرك السطح الرئيسي المتصل به.

#### موازن الدفة والجنيح
كما أسلفنا سابقا فإن الموازن لا يكون بالرافع فقط بل يوجد بالدفة والجنيحات. وفائدة استخدامه هي لمواجهة تأثير التيار المزاح (slip stream)، أو تأثير مركز الثقالة إذا اتجه إلى أحد الجانبين. ويكون سببه زيادة بالوزن في أحد الجانبين مقارنة بالآخر، ومثال على ذلك وجود كمية وقود بخزان أقل من الآخر الموجود بالاتجاه الآخر.

### أسطح تحكم أخرى

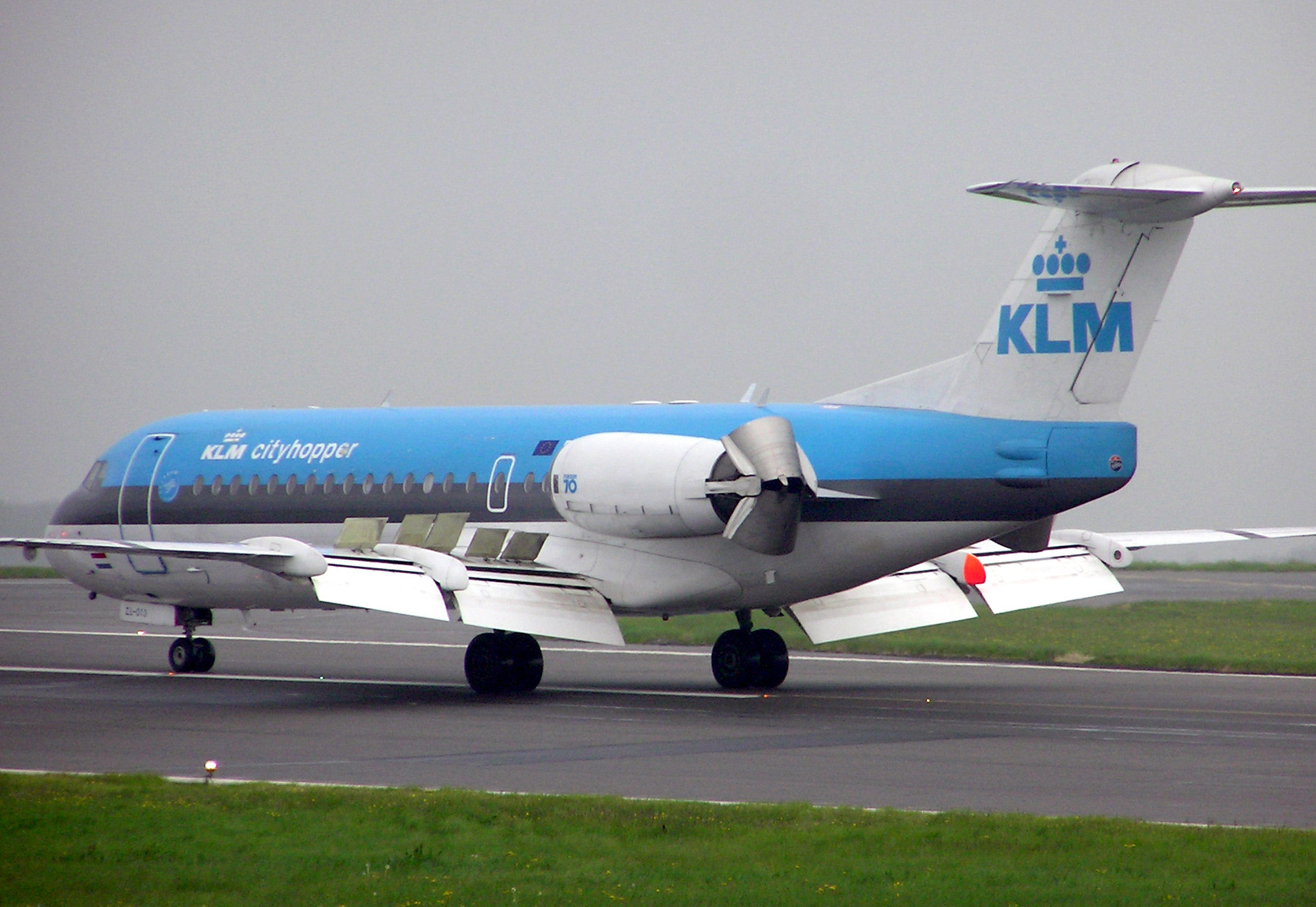
طائرة فوكر 70 التابعة لخطوط كي إل إم حيث تظهر أسطح التحكم: القلاب ومثبطات الرفع ولونها كريمي وعددها خمس لكل جهة، ويبدو القلابات قد تم انزالهم بالكامل بالحافة الخلفية للجناح

#### مثبط الرفع
يستخدم مثبط الرفع (بالإنجليزية: Spoiler) أو (lift dumper) عند الطائرات ذات مقاومة هواء قليلة مثل الطائرات الشراعية كمعطل لمرور الهواء فوق الجناح ومقوي بشكل كبير لكمية المقاومة. وذلك لكي يسهل على طيار الشراعي لتقليل الارتفاع بدون أي زيادة مفرطة للسرعة الجوية. المثبطات التي تستخدم بشكل غير متماثل تسمى (spoileron) ولها القدرة على التأثير في تقليب الطائرة (Rolling).

#### القلابات
توجد القلابات على الحافة الخلفية للأجنحة بالجزء القريب من الطائرة. ويتم انزالها للأسفل لزيادة تأثير انحناء الجناح. فهي تزيد من كفاءة الرفع القصوى للطائرة وبالتالي فإنها ستقلل من سرعة الانهيار. وتستخدم القلابات في حالة الإقلاع أو مراحل الهبوط حيث السرعة منخفضة وزاوية المواجهة عالية. يوجد نوع من القلابات يجمع مميزات كلا من الجنيح والقلاب وتسمى (flapperons) وإن كان الخاصية الرئيسية هي كجنيح إلا أنها تنزل للأسفل عند استخدامها كقلاب. لذا فهي تعمل كقلاب وكجنيح.

#### السدفة

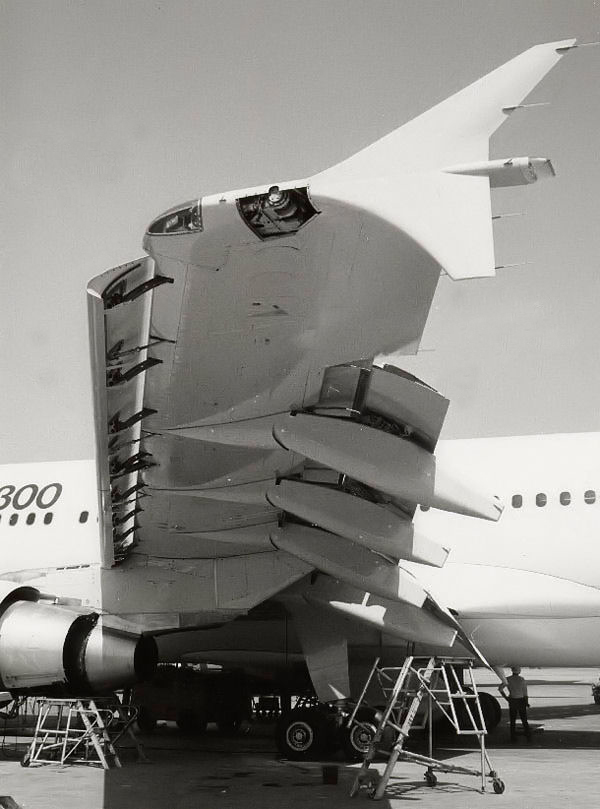
موقع سدفات الحافة الأمامية لطائرة A300، ويظهر بانها في حالة امتداد

تعرف السدفات (بالإنجليزية: slats) بأنها أدوات الحافة الأمامية ويكون امتدادها إلى مقدمة الطائرة لتقوية الرفع، ويراد بها تقليل سرعة الانهيار وذلك بتغيير مجرى الهواء خلال الجناح. وقد تكون السدفات ثابتة أو متحركة، فالثابتة (بالأغلب يكون بالطائرات القديمة جدا) يعطي سرعة منخفضة ممتازة مقدرة على إقلاع وهبوط قصير، ولكن يعطي متوسط أداء لسرعة عالية. أما السدفات المتحركة، وكما بالصورة، فهو يقلل من سرعة الانهيار عند الإقلاع والهبوط، ولكنها تنكمش في مكانها عند السرعة الجوية للطيران

#### كوابح الهواء
يستخدم كابح الهواء -الذي يسمى أيضا باسم مثبط الطيران أو المثبط- في الطائرات ذات السرعة العالية لزيادة المقاومة. في الطائرات التجارية -كمثال- يكون المثبط على شكل سلسلة من الألواح فوق السطح العلوي من الجناح حيث ترتفع إلى الأعلى لعمل خلخلة على تيار الهواء، مما يرفع من المقاومة. يعتمد عدد الألواح وكذلك درجة التمدد على أنظمة الطيران التي تستخدمها، على سبيل المثال إن احتاج الطيار أن ينحدر بقوة دون زيادة في السرعة، فعليه أن يختار إعداد كوابح السرعة للتغيير المطلوب. في مثل هذه الحالة، تتمدد الواح المثبط ذلك لعمل أكفأ تقليل ممكن للسرعة دون زيادة في اجهاد الجناح. تشترك ألواح المثبطات التي على الأجنحة في الطائرات التجارية مع مساهمات الجنيح لتعزيز تحكم الالتفاف. فعند عمل تمايل إلى اليسار فإنه يستخدم الجنيحات وكذلك ألواح المثبط للجناح المتجه للأسفل. وتتشابه المثبطات الأرضية جوهريا مع المثبطات الجوية، عدا أنها تتمدد عند لمس المدرج، وتكون جميع ألواح المثبط في أقصى درجات تفريغ للرفع "lift dump". بعد الهبوط تتمدد المثبطات الأرضية وتفرغ الرفع المتولد من الأجنحة، مما يجعل حمل الطائرة ينتقل من الجناح إلى العجلات، والتي تكمل الجزء الأكبر من الكبح بعد الهبوط. ويساعد أيضا عاكس الدفع في عملية الكبح، الذي يعكس العادم الخارج من المحرك إلى الأمام، مما يقلل في سرعة الطائرة.